# Йонообмінник
Йонообмінник (рос. ионообменник, англ. ion exchanger) — тверда або рідка органічна або неорганічна йонна речовина, яка містить йони, здатні обмінюватися в розчині, де вона нерозчинна, на інші йони того ж знака й заряду.

## Аніонообмінник
Йонообмінник, в якому протийонами є аніони. У випадку твердих органічних полімерів використовується термін аніонообмінна смола. Основною формою йонообмінника є йонна форма, в якій протийонами є гідроксидні групи (ОН-
форма) або йоногенні групи.